# ティレル・003
ティレル・003 (Tyrrell 003) は、ティレルが1971年のF1世界選手権参戦用に開発したF1マシン。設計はデレック・ガードナー、ジャッキー・スチュワートがドライブした。それは事実上、ティレル・001のノーズセクションを再設計し、ホイールベースを延長、モノコックを狭くしただけのものであった。ティレルは製造したシャシーに対して順に番号を付けたため、003は1台限りのものであった。フランソワ・セベールはティレル・002をドライブした。

## コンセプト

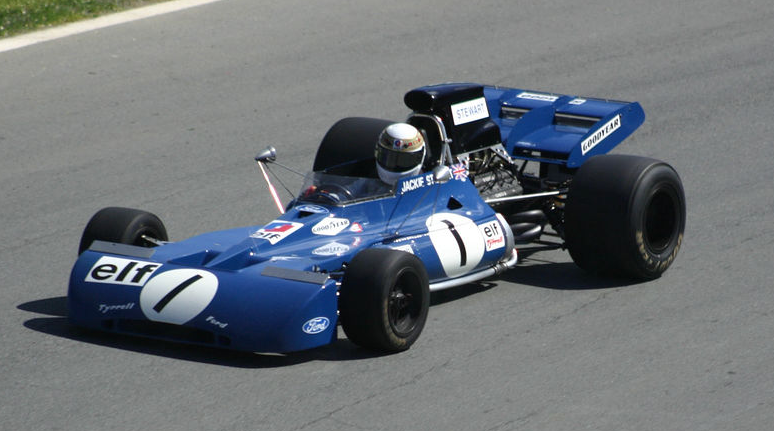
ティレル・003、2004年、カナダで

ティレル・チームのオーナー、ケン・ティレルは1970年シーズンに使用したマーチシャシーの性能の低さに対し、自身でシャシーを設計し製造することを決心した。彼はデレック・ガードナーを採用し、自宅で秘密裏に設計を行わせた。その計画は「スペシャル・プロジェクト」を意味する「SP」のコードネームで呼ばれ、ティレルは22,000ポンド以上の自己資金をつぎ込んだ。完成したティレル・001はノンタイトル戦のオールトン・パークでデビューすることとなった。
シーズン終了後、ガードナーはシャシーのいくつかのセクションを再設計した。エアボックスを変更、ノーズ部分を改造し、ホイールベースを延長すると共にモノコックの幅を僅かに狭めた。再設計されたシャシーは002および003と名付けられ、1971年シーズンに投入された。チームはまた、ダンロップのF1撤退を受けグッドイヤーにタイヤを変更した。

## 戦歴
003はジャッキー・スチュワートがドライブして1971年スペイングランプリでデビュー、優勝を果たした。チームとスチュワートはロータスおよびフェラーリに対してアドバンテージを維持したまま1971年シーズンを戦った。結局チームは6勝を挙げ、スチュワートは2度目のタイトルを獲得した。面白いことにスチュワートとチームメイトのセベールは1971年と1972年の両シーズンを通して異なったシャシーを使用し、スチュワートは003を専用的に使用、セベールは002を使用した。
1972年シーズンはエマーソン・フィッティパルディのロータスがスチュワートに挑戦することとなった。003は進歩を遂げたロータス・72に互することができず、ロータスが完走できなかったレースでしか優勝できなかった。フィッティパルディは大差を付けてタイトルを獲得した。003は1972年、4度の勝利を得たものの、その生涯を終えることとなった。ティレル・003はティレル・チームで最も成功したシャシーであった。また、F1史上最も多くの勝利を獲得した個別のシャシーでもある。
003は現在、スコットランド、エディンバラの国立博物館に展示されている。
チームは1973年、003に変えてティレル・005を投入した。

## F1における全成績
(key) （太字はポールポジション）
| 年     | チーム   | エンジン    | タイヤ | ドライバー               | 1   | 2   | 3   | 4   | 5   | 6   | 7   | 8   | 9   | 10  | 11  | 12  | ポイント | 順位 |
| ------ | -------- | ----------- | ------ | ------------------------ | --- | --- | --- | --- | --- | --- | --- | --- | --- | --- | --- | --- | -------- | ---- |
| 1971年 | ティレル | フォード V8 | G      |                          | RSA | ESP | MON | NED | FRA | GBR | GER | AUT | ITA | CAN | USA |     | 73       | 1.   |
| 1971年 | ティレル | フォード V8 | G      | ジャッキー・スチュワート | 2   | 1   | 1   | 11  | 1   | 1   | 1   | Ret | Ret | 1   | 5   |     | 73       | 1.   |
| 1971年 | ティレル | フォード V8 | G      | フランソワ・セベール     | Ret | 7   | Ret | Ret | 2   | 10  | 2   | Ret | 3   | 6   | 1   |     | 73       | 1.   |
| 1971年 | ティレル | フォード V8 | G      | ピーター・レヴソン       |     |     |     |     |     |     |     |     |     |     | Ret |     | 73       | 1.   |
| 1972年 | ティレル | フォード V8 | G      |                          | ARG | RSA | ESP | MON | BEL | FRA | GBR | GER | AUT | ITA | CAN | USA | 51       | 2.   |
| 1972年 | ティレル | フォード V8 | G      | ジャッキー・スチュワート | 1   | Ret | Ret | 4   | Inj | 1   | 2   | 11  | 7   | Ret | 1   | 1   | 51       | 2.   |
| 1972年 | ティレル | フォード V8 | G      | フランソワ・セベール     | Ret | 9   | Ret | NC  | 2   | 4   | Ret | 10  | 9   | Ret | Ret | 2   | 51       | 2.   |
| 1972年 | ティレル | フォード V8 | G      | パトリック・デパイユ     |     |     |     |     |     | NC  |     |     |     |     |     | 7   | 51       | 2.   |

## 参照
- Formula 1 official website-1971 Tyrrell team statistics
- Formula 1 official website-1972 Tyrrell team statistics
- Stewart, Jackie (2007). Winning Is Not Enough: The Autobiography. Headline. pp. 231-254 (chapter 10). ISBN 978-0755315376